# Ægteskabshaderne
Ægteskabshaderne er en film instrueret af Lau Lauritzen Sr..